# Utrechtse Bisschopsverklaring
De Utrechtse Bisschopsverklaring, ook Utrechtse verklaring genoemd, is een verklaring van de Oudkatholieke Kerken van Nederland, Duitsland en Zwitserland welke op 24 september 1889 tot stand kwam. Deze had tot doel om de gegroeide eenheid tussen deze kerken uit te drukken. Deze verklaring ligt aan de basis van de oudkatholieke Unie van Utrecht.